# La Fausse Maîtresse (film, 1942)
Pour les articles homonymes, voir La Fausse Maîtresse (homonymie).
Pour plus de détails, voir Fiche technique et Distribution.
La Fausse Maîtresse est un film français réalisé par André Cayatte, sorti en 1942.

## Synopsis
Lilian Rander, la jolie écuyère du cirque qui vient de s'installer en ville, tourne aisément la tête des hommes. Pour un soir, elle accepte de faire croire qu'elle est amoureuse de René, un rugbyman. Celui-ci veut détourner les soupçons de Guy, son meilleur ami, qui pense, avec raison, que René est l'amant de sa femme, Hélène. Mais une sombre histoire d'impôts contraint le cirque à rester huit jours de plus dans la ville. René et Lilian se fâchent et Guy se charge de les réconcilier. Hélène soupçonne maintenant son mari d'être l'amant de l'écuyère.

## Fiche technique
- Titre : La Fausse Maîtresse
- Réalisation : André Cayatte
- Scénario : André Cayatte et Tania Einenberg (non crédité) d'après le roman La Fausse Maîtresse d'Honoré de Balzac
- Dialogues : Michel Duran
- Photographie : Robert Lefebvre
- Son : Antoine Petitjean
- Musique : Maurice Yvain
- Chanson : Louis Poterat
- Décorateur de plateau : André Andrejew
- Coordinateur des effets spéciaux : Nicolas Wilcke
- Production : Alfred Greven (non crédité)
- Société de production : Continental-Films
- Tournage : à partir du 1er mai 1942 dans le Languedoc-Roussillon
- Pays d'origine :  France
- Format : noir et blanc – son mono (Western Electric Wide Range) – procédé : 35 mm (positif, négatif) – 1,37:1
- Genre : comédie dramatique
- Durée : 85 minutes
- Date de sortie :
  - France – 14 août 1942 (Paris) Lors de sa diffusion fin des années 50 par l'ORTF, Cayatte en demanda (en vain) l'interdiction, jugeant le film comme un brouillon.

## Distribution
- Danielle Darrieux : Lilian Rander, une trapéziste de cirque qui accepte de passer pour la maîtresse de René
- Bernard Lancret : René Rivals, un jeune rugbyman qui courtise la femme de son ami Guy
- Lise Delamare : Hélène Carbonnel, la femme délaissée de Guy, courtisée par René
- Jacques Dumesnil : Guy Carbonnel, l'ami de René un dégustateur de vins qui délaisse sa femme au profit de sa passion, le rugby
- André Alerme : Gaston Rander, le directeur du cirque, père de Lilian
- Monique Joyce : Lætitia Saracetti, la dompteuse
- Michel Duran : Mazios, un journaliste en quête de ragots
- Guillaume de Sax : le docteur Esquirol, le président du club de rugby
- Charles Blavette : Casimir, le patron du salon de coiffure et rugbyman
- Maurice Baquet : Firmin, son employé, rugbyman maladroit
- Huguette Vivier : Marina, une cafetière infidèle
- Gabrielle Fontan : madame Carbonnel, la mère de Guy
- André Gabriello : l'huissier
- Marcel Maupi : Bellemain, un rugbyman
- Paul Barge (non crédité) : Milou
- Albert Rieux (non crédité) : Rigaux, un rugbyman
- Georges Gosset (non crédité) : Lavielle, un rugbyman
- Guy Sloux (non crédité) : Sanitier, un rugbyman
- Jean-Marie Boyer : Paulo, le petit frère de Lilian